# Lijst van beschermd erfgoed in de gemeente Lorentzweiler
In deze lijst van beschermd erfgoed in de gemeente Lorentzweiler zijn alle geclassificeerde nationale monumenten van de Luxemburgse gemeente Lorentzweiler opgenomen.

## Monumenten per plaats

### Bofferdange
| Object                                                        | Bouwjaar/architect | Locatie | Datum beschermd?   | Coördinaten | Afbeelding |
| ------------------------------------------------------------- | ------------------ | ------- | ------------------ | ----------- | ---------- |
| Eik (Quercus sp.), op een plaats genaamd «am Park»            |                    |         | 29 maart 1974 (IS) |             |            |
| Purperbeuk (Fagus sylvatica), op een plaats genaamd «am Park» |                    |         | 29 maart 1974 (IS) |             |            |

### Helmdange
| Object                                                                      | Bouwjaar/architect | Locatie                     | Datum beschermd? | Coördinaten | Afbeelding |
| --------------------------------------------------------------------------- | ------------------ | --------------------------- | ---------------- | ----------- | ---------- |
| Gebouw van de voormalige basisschool met de plaats en de aangrenzende weide |                    | route de Luxembourg 142-144 | 30 mei 1988 (IS) |             |            |

### Lorentzweiler
| Object | Bouwjaar/architect | Locatie              | Datum beschermd?   | Coördinaten | Afbeelding |
| --- | ------------------ | -------------------- | ------------------ | ----------- | ---------- |
| Kruis en kapel |                    | rue Saint-Laurent 26 | 6 maart 2009 (MN)  |             |            |
| Esdoorn (Acer pseudoplatanus) op een plek genaamd «Raashaff» op het kruispunt van de routes Blaschette en Fischbach. |                    |                      | 29 maart 1974 (IS) |             |            |
| Kapel met kruisweg uit de 18e eeuw                                                                                   |                    | rue St-Laurent       | 2 maart 2007 (IS)  |             |            |

## Bron
- Liste des immeubles et objets classés monuments nationaux ou inscrits à l'inventaire supplémentaire